# Mouzeil
Mouzeil est une commune de l'Ouest de la France, située dans le département de la Loire-Atlantique, en région Pays de la Loire.
La commune possède un important passé minier lié à l'exploitation du bassin houiller de Basse Loire par la compagnie des mines de Montrelais.

## Géographie

Situation de la commune de Mouzeil dans le département de la Loire-Atlantique.

### Situation
Mouzeil est situé dans le bocage du nord de la Loire-Atlantique, à 30 km au nord-est de Nantes, 10 km à l'est de Nort-sur-Erdre et 15 km au nord-ouest d'Ancenis. Les communes limitrophes sont (dans le sens inverse des aiguilles d'une montre) Ligné au sud-ouest, Couffé, Mésanger, Teillé, Trans-sur-Erdre et Les Touches.

### Relief et géologie
Le territoire de la commune est peu accidenté. L'altitude moyenne est de 35 m. Le point le plus élevé, à 53 mètres, se situe au moulin de la Grande Chesnaie ou de la Cottinière. La partie nord est légèrement plus élevée que celle du sud. Au centre se trouve une dépression,.
Mouzeil se situe à l'extrémité est du Massif armoricain, dans la zone Bretagne centrale. Le nord de la commune est constitué d'une formation de Frégréac indifférenciée, série schisto-gréseuse et volcanique (Ordovicien supérieur-Dévonien inférieur). Plus au sud, sur environ 1 km de largeur, apparaît une formation de Montjean-sur-Loire, schistes, psammites, grauwackes, conglomérats (Serpukhovien, début du Bashkirien). Dans cette zone sont situés des faisceaux de houille du bassin houiller de Basse Loire. Au sud de cette zone se trouve une formation des Mauges, schistes satinés du « horst de Pouillé-les-Coteaux ». La zone la plus au sud est une formation du Culm du synclinal d'Ancenis, série grèso-pélitique (Frasnien-Dinantien). La moitié nord-ouest de la commune est recouvert de vastes zones de sables du Pliocène,.

### Hydrographie
Au  nord, le ruisseau de la Montagne sert de limite entre Mouzeil et Trans-sur-Erdre. La commune est arrosée à l'est par le Donneau, délimitation de la commune de Teillé, dans lequel se jette le ruisseau du Pont-Guitton qui traverse le centre de la commune d'ouest en est. Mouzeil et Ligné ont pour ruisseaux communs la Passière et la Péginière, celui-ci longeant également Mésanger.

### Climat
Pour des articles plus généraux, voir Climat des Pays de la Loire et Climat de la Loire-Atlantique.
En 2010, le climat de la commune est de type climat océanique altéré, selon une étude du CNRS s'appuyant sur une série de données couvrant la période 1971-2000. En 2020, Météo-France publie une typologie des climats de la France métropolitaine dans laquelle la commune est exposée à un climat océanique et est dans la région climatique  Bretagne orientale et méridionale, Pays nantais, Vendée, caractérisée par une faible pluviométrie en été et une bonne insolation. 
Pour la période 1971-2000, la température annuelle moyenne est de 11,9 °C, avec une amplitude thermique annuelle de 13,7 °C. Le cumul annuel moyen de précipitations est de 741 mm, avec 12,5 jours de précipitations en janvier et 6,8 jours en juillet. Pour la période 1991-2020, la température moyenne annuelle observée sur la station météorologique de Météo-France la plus proche, sur la commune de Nort-sur-Erdre à 11 km à vol d'oiseau, est de 12,4 °C et le cumul annuel moyen de précipitations est de 760,4 mm,. Pour l'avenir, les paramètres climatiques de la commune estimés pour 2050 selon différents scénarios d'émission de gaz à effet de serre sont consultables sur un site dédié publié par Météo-France en novembre 2022.

### Voies de communication et transports
Le bourg est traversé d'est en ouest par la D16 et du nord jusqu'au Boulay, principal nœud routier de Mouzeil, par la D24. Celle-ci rejoint l'axe principal traversant le territoire de la commune, la D164, qui relie Ancenis à Redon. La D9, d'axe sud-ouest - nord-est, relie Ligné à Teillé.
La voie ferrée de la ligne Segré - Nantes-État qui traversait le sud de la commune depuis 1885 a été déclassée en 1993 (section d'intérêt général Freigné-Carquefou). Le déclassement entraîne le transfert du terrain occupé par les voies dans le domaine privé de Réseau ferré de France, ce qui en autorise la vente.

## Urbanisme

### Typologie
Au 1er janvier 2024, Mouzeil est catégorisée commune rurale à habitat dispersé, selon la nouvelle grille communale de densité à sept niveaux définie par l'Insee en 2022.
Elle est située hors unité urbaine. Par ailleurs la commune fait partie de l'aire d'attraction de Nantes, dont elle est une commune de la couronne,. Cette aire, qui regroupe 116 communes, est catégorisée dans les aires de 700 000 habitants ou plus (hors Paris),.

### Morphologie urbaine
La commune est composée d'un bourg principal et d'autres lieux-dits, hameaux et écarts listés ci-dessous :
- Bellevue
- Férol
- la Basse Hardière
- la Bourgonnière
- la Chapelle Breton
- la Chaussée
- la Colichetière
- la Cotinière
- la Crétaudière
- la Fontaine
- la Fouquelière
- la Hardière
- la Mabonnière
- la Morinière
- la Péginière
- la Petite Chesnaie
- la Petite Fournerie
- la Richerais
- la Tardivière
- la Tournerie
- la Vectière
- la Ville en Bois
- le Bouillon Jaune
- le Boulay
- le Bourg Drapé
- le Grand Belland
- le Moulin de la Cottinière
- le Moulin des Hommeaux
- le Moulin Gagon
- le Petit Belland
- le Petit Boulay
- le Pont Esnault
- le Tremblay
- les Hommeaux
- les Mossais

### Occupation des sols
L'occupation des sols de la commune, telle qu'elle ressort de la base de données européenne d’occupation biophysique des sols Corine Land Cover (CLC), est marquée par l'importance des territoires agricoles (96,9 % en 2018), une proportion sensiblement équivalente à celle de 1990 (97,2 %). La répartition détaillée en 2018 est la suivante : 
terres arables (43,9 %), prairies (42,3 %), zones agricoles hétérogènes (10,6 %), zones urbanisées (3,1 %). L'évolution de l’occupation des sols de la commune et de ses infrastructures peut être observée sur les différentes représentations cartographiques du territoire : la carte de Cassini (XVIIIe siècle), la carte d'état-major (1820-1866) et les cartes ou photos aériennes de l'IGN pour la période actuelle (1950 à aujourd'hui).

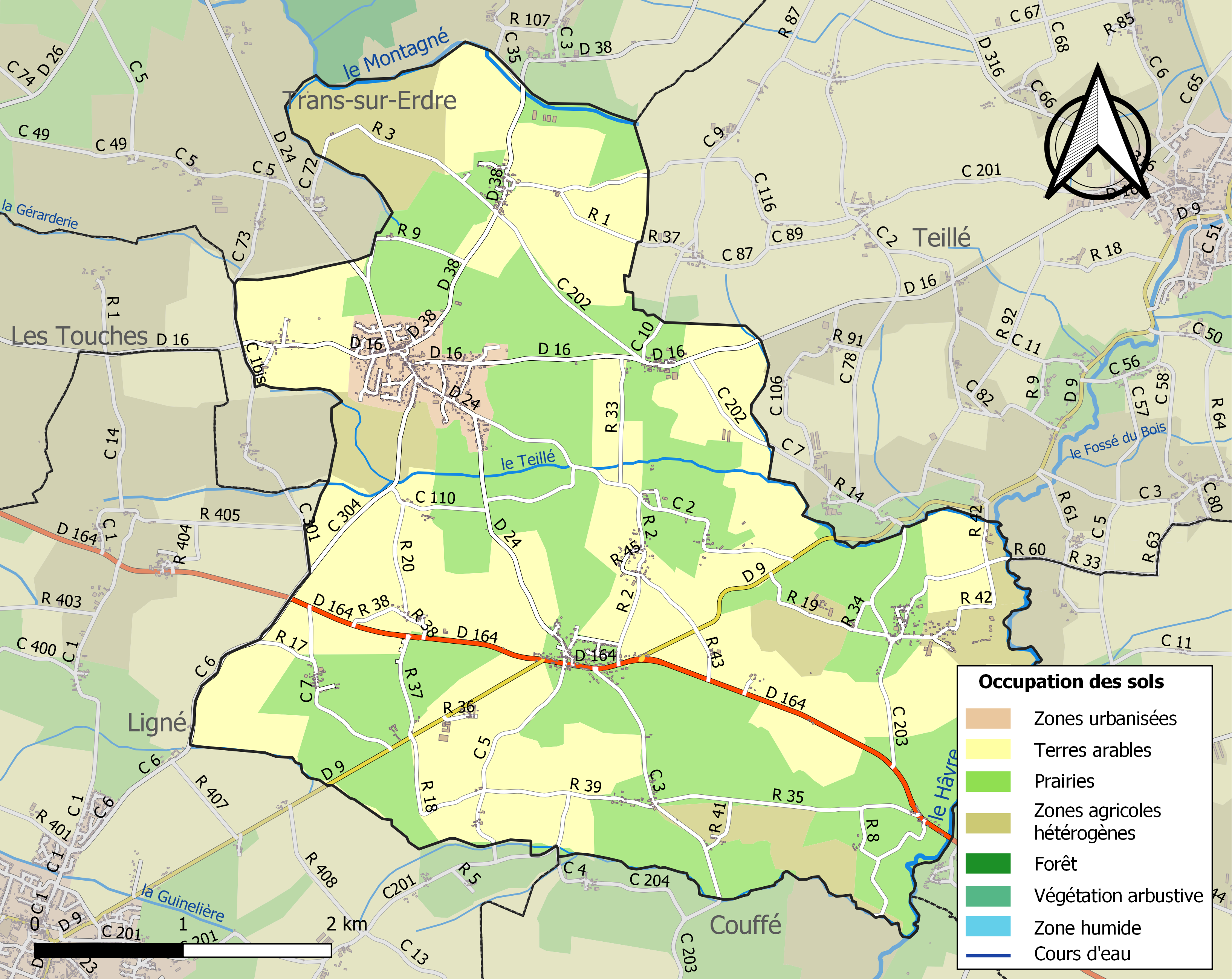
Carte des infrastructures et de l'occupation des sols de la commune en 2018 (CLC).

## Histoire

### Toponymie
Le nom de la localité est attesté sous la forme latinisée Mosellum jusqu'en 1135,. L'étymologie n'est pas établie. (On peut poser un étymon en *mod + voyelle palatale > /modz/ > /moz-/) ; suffixe en -eliu-.)[réf. nécessaire]
En gallo, la langue d'oïl locale, le nom s'écrit Mouzail ou Mouzeil selon l'écriture ABCD, ou Mouzalh ou Mouzelh selon l'écriture MOGA. En gallo, le nom de la commune se prononce [muzaj] ou [muzəj].
En breton, la commune a été dénommée Mouzel par l'Office de la langue bretonne, forme créée dans la deuxième moitié du XXe siècle.

### Préhistoire et antiquité
Des pierres polies découvertes sur le territoire de la commune dénotent la présence d'humains quatre mille ans avant l'ère chrétienne. Les Ligures, Namnètes et autres Armoricains s'installent dans la zone. La région est une zone de peuplement celte puis gallo-romaine. L'activité commerciale des Romains entraîne la construction de voies de communications et l'exploitation du sous-sol de Mosellum. Des colonies s'installent aux endroits où les matériaux affleurent. Les mines exploitent le fer, le calcaire, la pierre à chaux. Une paroisse existe à Mouzeil dès le Ve siècle.

### Moyen Âge
Au IXe siècle, une partie de la population de Mouzeil est tuée, les habitations incendiées par les Vikings. À cette époque, les moines d'Indre construisent des lieux de culte, des prieurés où un moine est chargé d'un territoire. Ces territoires sont la base des paroisses, celle de Mouzeil tire son origine de cette période. Les Vikings sont chassés en 938 par Alain Barbetorte. Mouzeil passe sous domination bretonne, et fait partie des Marches de Bretagne, face à l'Anjou et au royaume de France. Le découpage féodal place Mouzeil dans la baronnie d'Ancenis, dans le Comté de Nantes. Elle appartient au pays et doyenné dit "Deçà-la-Loire". La région autour de Mouzeil subit les dommages liés aux combats menés par Henri II Plantagenêt en 1174, par Jean sans Terre en 1214, ceux de la guerre de Succession de Bretagne entre 1341 et 1368. En 1488, les armées de Charles VIII assiègent Ancenis, pillant Mouzeil et les environs.

### Temps modernes

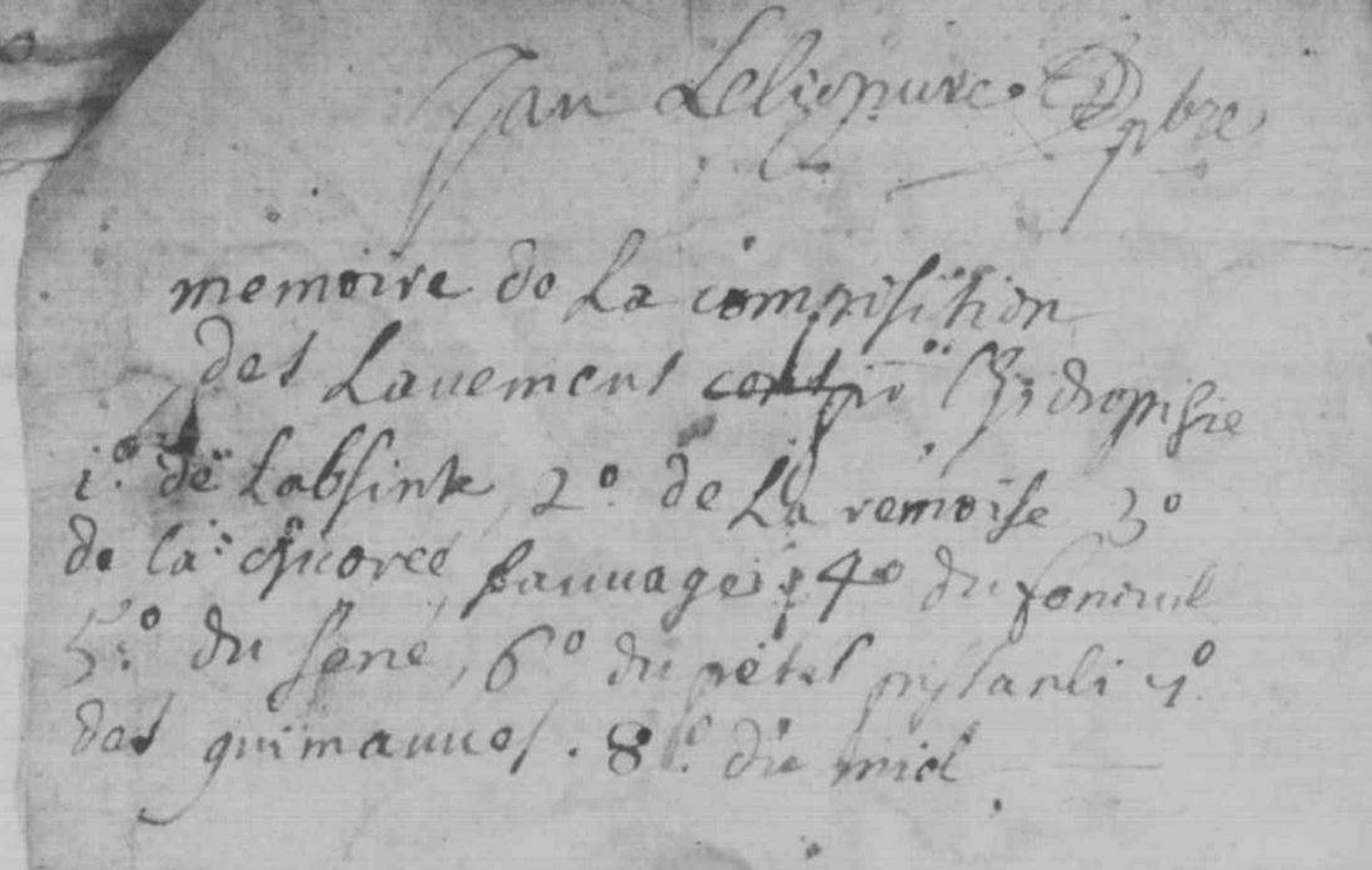
Mots sur la composition d'un lavement écrit en 1668 par le prêtre de Mouzeil.

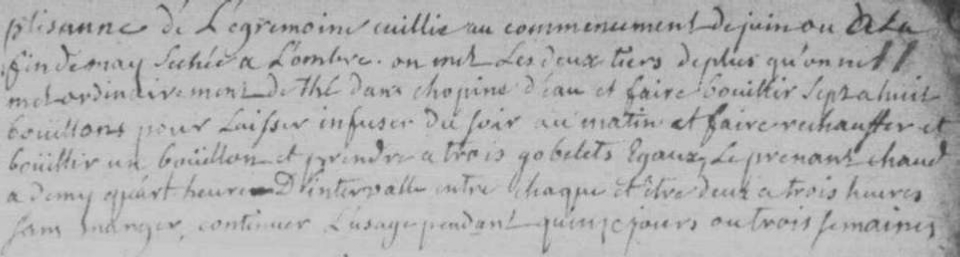
Recette de tisane d'aigremoine dans les registres paroissiaux de 1723.

La région d'Ancenis recèle un gisement de charbon qui appartient au bassin houiller de Basse Loire, s'étendant sur une centaine de kilomètres, dont la moitié en Loire-Inférieure. L'exploitation du charbon remonte à l'Antiquité, mais s'accroît sous l'Ancien Régime ; Mouzeil compte quelques dizaines de mineurs au XVIIe siècle.

### Révolution
Pendant la Révolution française, Mouzeil, contrairement à beaucoup de communes de la région, est favorable à la République. Alors que la plupart des municipalités se trouvant dans le district d'Ancenis n'envoient pas de volontaires dans la Garde nationale, Mouzeil en envoie cinq sur les douze du district (trois viennent de Belligné, trois autres de Riaillé et un de Trans-sur-Erdre). La commune ne participe pas au soulèvement chouan, mais subit pillages et meurtres.

### XIXesiècle
L'extraction de la houille prend de l'ampleur avec l'évolution des techniques : les puits d'aérage, le boisage, l'exhaure.  La profondeur d'exploitation autorisée passe à cent pieds en 1791. Cinq puits sont ouverts à Mouzeil entre 1820 et 1826, notamment en 1825 un puits important est installé au sud-est du territoire de la commune. Un autre s'ouvre en 1838 au centre, près du village de la Bourgonnière. Six cents personnes sont employées dans ce secteur sur la commune en 1850.

Mines de la Tardivières à Mouzeil.
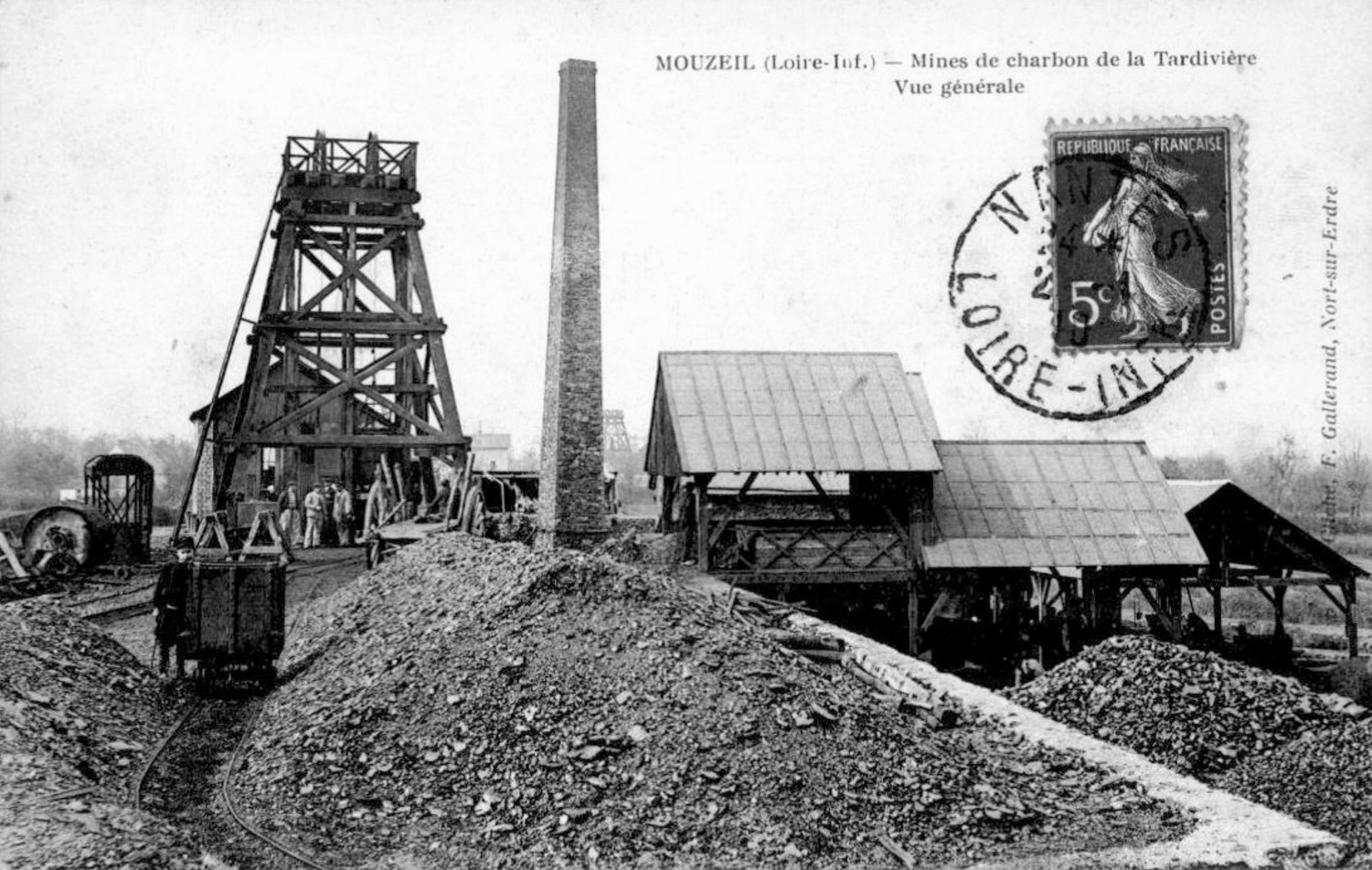
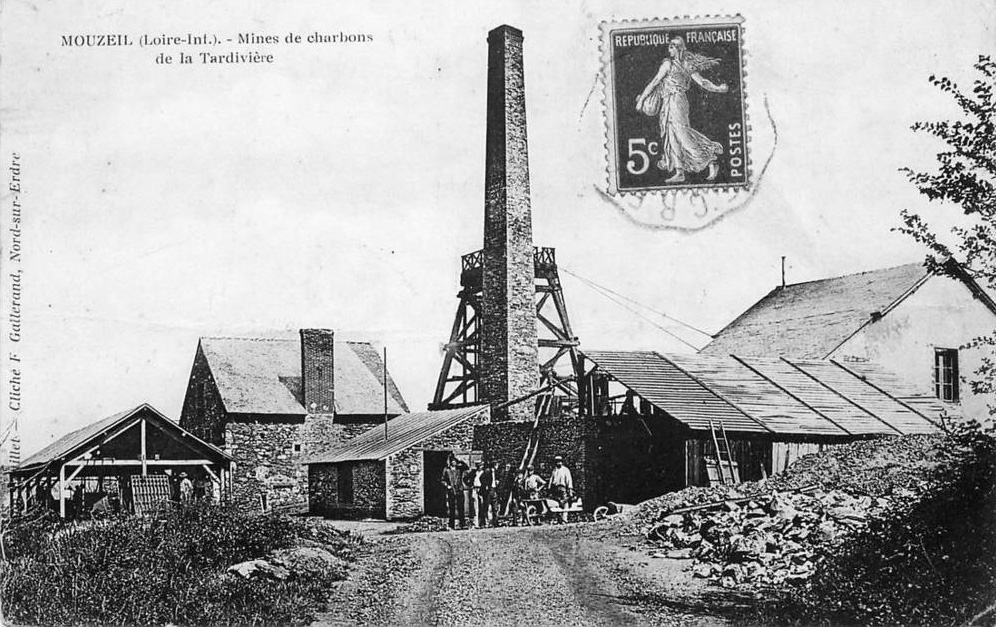
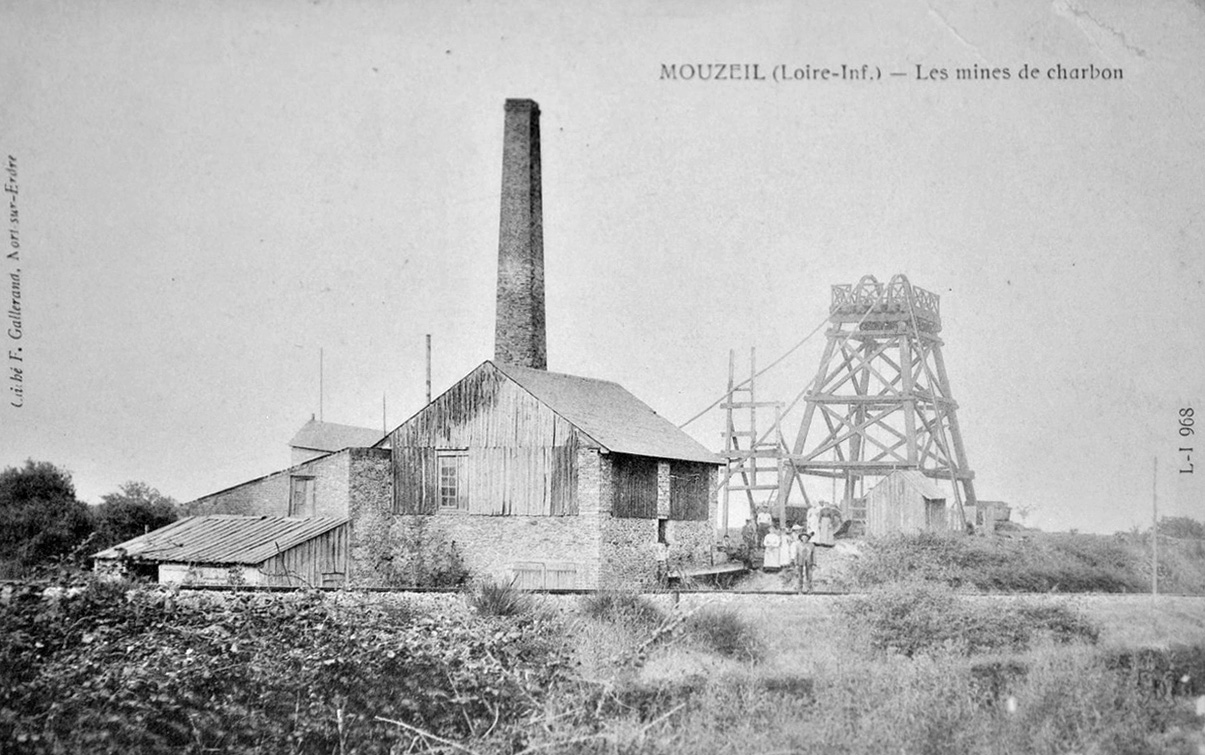

En 1856, Napoléon III se rendant d'Angers à Nantes doit faire un détour par Mouzeil en raison d'une crue de la Loire. Les Mouzeillais l'acclamant à son passage, l'Empereur s'arrête, et accorde à une femme venue lui offrir des fleurs la réalisation de deux vœux qu'elle émet : la création d'un relais de poste et l'autorisation d'ouvrir une auberge à Boulay-les-Mines, au Petit-Boulay. L'auberge du Cheval blanc (couleur du cheval tractant l'Empereur) et le relais de poste sont créés.

### Depuis leXXesiècle
Les mines ferment en 1911, rouvrent épisodiquement pendant les deux guerres mondiales, avant de cesser définitivement leur activité. Cent cinquante personnes sont employées à Mouzeil lors de la fermeture. Pour les concessions des mines de Mouzeil-Montrelais, il est compté 79 morts par accident du travail entre 1819 et 1909, principalement à Mouzeil. Les conditions de travail sont dures, les mesures de sécurité et précautions tardives.
Une ligne de chemin de fer, la ligne Segré - Nantes-État est ouverte en 1885. Une halte est placée sur le territoire de Teillé, mais plus proche du bourg de Mouzeil que de celui de Teillé, tout proche des mines au sud de Mouzeil. Le service transport de voyageurs ferme en 1939, celui destiné aux marchandises s'arrête en 1988. Lors de la Première Guerre mondiale, 46 Mouzeillais sont morts, soit le quart des mobilisés de la commune. L'abandon de l'activité minière a donné à l'agriculture une place prépondérante dans l'économie de la commune. La proximité de Nantes, Carquefou et Ancenis assurent à Mouzeil dès la fin du XXe siècle un dynamisme démographique.

## Politique et administration
Mouzeil est située dans le canton de Nort-sur-Erdre, arrondissement d'Ancenis, dans le département de la Loire-Atlantique (région Pays de la Loire). Comme pour toutes les communes françaises comptant entre 1 500 et 2 500 habitants, le conseil municipal est constitué de dix-neuf membres en 2011.

### Intercommunalité
Mouzeil est membre de la communauté de communes du Pays d'Ancenis, qui est constituée de vingt-neuf communes regroupées autour d'Ancenis. La commune est représentée au conseil intercommunal par le maire et deux élus communautaires.

### Jumelages
Au 27 mars 2011, Mouzeil n'est liée par aucun accord de jumelage.

## Population et société

### Démographie
Selon le classement établi par l'Insee, Mouzeil fait partie de l'aire urbaine et de la zone d'emploi de Nantes et du bassin de vie de Nort-sur-Erdre. Elle n'est intégrée dans aucune unité urbaine. Toujours selon l'Insee, en 2010, la répartition de la population sur le territoire de la commune était considérée comme « peu dense » : 86 % des habitants résidaient dans des zones « peu denses »  et 14 % dans des zones « très peu denses ».

#### Évolution démographique
L'évolution du nombre d'habitants est connue à travers les recensements de la population effectués dans la commune depuis 1793. Pour les communes de moins de 10 000 habitants, une enquête de recensement portant sur toute la population est réalisée tous les cinq ans, les populations de référence des années intermédiaires étant quant à elles estimées par interpolation ou extrapolation. Pour la commune, le premier recensement exhaustif entrant dans le cadre du nouveau dispositif a été réalisé en 2006.

En 2022, la commune comptait 2 004 habitants, en évolution de +6,94 % par rapport à 2016 (Loire-Atlantique : +6,68 %, France hors Mayotte : +2,11 %).
| 1793 | 1800 | 1806 | 1821 | 1831  | 1836  | 1841  | 1846  | 1851  |
| ---- | ---- | ---- | ---- | ----- | ----- | ----- | ----- | ----- |
| 800  | 781  | 816  | 974  | 1 333 | 1 402 | 1 434 | 1 578 | 1 443 |

| 1856  | 1861  | 1866  | 1872  | 1876  | 1881  | 1886  | 1891  | 1896  |
| ----- | ----- | ----- | ----- | ----- | ----- | ----- | ----- | ----- |
| 1 566 | 1 555 | 1 629 | 1 565 | 1 615 | 1 561 | 1 533 | 1 406 | 1 505 |

| 1901  | 1906  | 1911  | 1921  | 1926 | 1931 | 1936 | 1946 | 1954 |
| ----- | ----- | ----- | ----- | ---- | ---- | ---- | ---- | ---- |
| 1 363 | 1 357 | 1 114 | 1 064 | 959  | 927  | 903  | 855  | 826  |

| 1962 | 1968 | 1975 | 1982 | 1990  | 1999  | 2006  | 2011  | 2016  |
| ---- | ---- | ---- | ---- | ----- | ----- | ----- | ----- | ----- |
| 836  | 790  | 720  | 872  | 1 190 | 1 213 | 1 520 | 1 825 | 1 874 |

| 2021  | 2022  | - | - | - | - | - | - | - |
| ----- | ----- | - | - | - | - | - | - | - |
| 1 973 | 2 004 | - | - | - | - | - | - | - |

#### Pyramide des âges
La population de la commune est relativement jeune.
En 2018, le taux de personnes d'un âge inférieur à 30 ans s'élève à 42,3 %, soit au-dessus de la moyenne départementale (37,3 %). À l'inverse, le taux de personnes d'âge supérieur à 60 ans est de 13,1 % la même année, alors qu'il est de 23,8 % au niveau départemental.
En 2018, la commune comptait 960 hommes pour 948 femmes, soit un taux de 50,31 % d'hommes, légèrement supérieur au taux départemental (48,58 %).
Les pyramides des âges de la commune et du département s'établissent comme suit.
| Hommes | Classe d’âge | Femmes |
| ------ | ------------ | ------ |
| 0,2    | 90 ou +      | 0,4    |
| 3,0    | 75-89 ans    | 4,4    |
| 10,1   | 60-74 ans    | 8,1    |
| 19,1   | 45-59 ans    | 18,1   |
| 25,6   | 30-44 ans    | 26,3   |
| 15,0   | 15-29 ans    | 15,3   |
| 26,9   | 0-14 ans     | 27,4   |

| Hommes | Classe d’âge | Femmes |
| ------ | ------------ | ------ |
| 0,6    | 90 ou +      | 1,8    |
| 6      | 75-89 ans    | 8,6    |
| 15,1   | 60-74 ans    | 16,4   |
| 19,4   | 45-59 ans    | 18,8   |
| 20,1   | 30-44 ans    | 19,3   |
| 19,2   | 15-29 ans    | 17,4   |
| 19,5   | 0-14 ans     | 17,6   |

## Patrimoine et culture locale

### Lieux et monuments
Au XXe siècle, la mairie est installée dans une grande maison bâtie au début du XIIIe siècle pour la famille de Charbonneau. La bâtisse est en pierre et tuffeau.
L'église Saint-Pierre date en partie du XIIIe siècle. C'est à cette période qu'est construite une chapelle seigneuriale. Un clocher et une nef sont attestés en 1686. Un nouveau clocher est construit en 1724. Pour faire face à l'augmentation de la population, une croisée de transept est ajoutée entre 1848 et 1852. L'église abrite des statues : un Christ en Croix, un saint Jean-Baptiste, une sainte Emérance et un saint Pol de Léon datant du XIVe siècle. Ces œuvres bretonnes révèlent une influence byzantine. On trouve également dans l'église un bénitier et des fonts baptismaux de marbre datant du XVIIIe siècle.
Le château de Cope-Choux est construit dans la seconde moitié du XIXe siècle pour M. Decroix, propriétaire des fours à chaux. Il est possible qu'un bâtiment antérieur ait existé sur le domaine.
Le  parc de la Petite Fournerie abrite des sculptures monumentales.

## Personnalités liées à la commune
- Henri-Alphonse Deckherr (1842-1933), général de corps d'armée.